# Song Yingzong
Song Yingzong (zijn persoonlijke naam was Zhao Shu) (1032 - 1067) was keizer van de Chinese Song-dynastie (960-1279). Hij regeerde van 1063 tot 1067.